# Adam (film)
Adam – amerykański komediodramat z 2009 roku w reżyserii Maxa Mayera.
W weekend otwierający emisję w Stanach Zjednoczonych wpływy ze sprzedaży biletów wyniosły 68 377 dolarów amerykańskich.

## Obsada
- Hugh Dancy jako Adam Raki
- Rose Byrne jako Beth Buchwald
- Peter Gallagher jako Marty Buchwald
- Amy Irving jako Rebecca Buchwald
- Frankie Faison jako Harlan Keyes
- Mark Linn-Baker jako Sam Klieber
- Haviland Morris jako Lyra
- Adam LeFevre jako pan Wardlow
- Mike Hodge jako sędzia
- Peter O’Hara jako Williams
- John Rothman jako Beranbaum
- Terry Walters jako Michael
- Susan Porro jako Jen
- Maddie Corman jako Robin
- Jeff Hiller jako Rom